# Gymnothorax afer
Gymnothorax afer är en fiskart som beskrevs av Bloch, 1795. Gymnothorax afer ingår i släktet Gymnothorax och familjen Muraenidae. Inga underarter finns listade i Catalogue of Life.